# Haldimand County
Haldimand County ist eine einstufige Gemeinde in der kanadischen Provinz Ontario mit 45.608 Einwohnern (Stand: 2016). 2011 betrug die Einwohnerzahl 44.876. Sie liegt am Nordufer des Eriesees und am Grand River, 20 Kilometer südlich von Hamilton. Obwohl sie im Jahr 2001 den Status einer Stadt erhielt, wurde der historische Name beibehalten.
Haldimand County setzt sich aus den sechs Siedlungszentren Caledonia, Cayuga, Dunnville, Hagersville, Jarvis und Townsend zusammen.
Der Verwaltungssitz befindet sich in Cayuga, dem ursprünglichen Hauptsitz des Countys.

## Geschichte
Haldimand County wurde nach dem Gouverneur von Québec Sir Frederick Haldimand benannt, der den Irokesen, in Anerkennung ihrer Loyalität und als Entschädigung für die während der Amerikanischen Revolution verlorenen Ländereien, Land entlang des Grand River zugesprochen hatte.
Unter der Führung von Joseph Brant besiedelten die Irokesen das Gebiet im Jahr 1784. Brant ermutigte auch die Loyalisten, sich in dem Gebiet niederzulassen, die daraufhin den größten Teil des Landes pachteten oder aufkauften.
In den 1830er Jahren wurden der Grand River kanalisiert und Dämme gebaut, um den Handel und die Industrie zu fördern. 1841 kaufte die Bundesregierung das übrige Gebiet vom ursprünglichen Indianerland westlich vom heutigen Haldimand County und richtete dort ein Indianerreservat ein.
Haldimand County wurde 1850 gebildet und umfasste anfangs die Gemeinden North Cayuga, South Cayuga, Dunn, Moulton, Sherbrooke, Canborough, Rainham, Walpole, Oneida und Seneca.
1974 wurde Haldimand County mit Norfolk County zur Regional Municipality of Haldimand-Norfolk zusammengelegt und die Stadt Haldimand wurde aus der Stadt Caledonia, den Gemeinden Oneida, Seneca, North Cayuga, South Cayuga, Rainham und Walpole (teilweise) sowie den Dörfern Cayuga und Hagersville im County Haldimand gebildet. 2001 wurde die Regionalgemeinde aufgelöst und die Gemeinden Dunnville, Haldimand und ein Teil von Nanticoke wurden zu einer einstufigen Körperschaft zusammengelegt.
Im Februar 2006 kam es in der Nähe von Caledonia zur Landbesetzung durch Irokesen, die dort gegen den Bau einer Wohnsiedlung protestierten. Angehörige des benachbart ansässigen Volkes der Mohawk behaupteten, dass es rechtmäßig ihr Land sei, auf dem gebaut werden sollte.

## Wirtschaft
Auf dem Gebiet befinden sich Erdgasquellen und ehemalige Gipsminen, von denen eine in der Nähe von Hagersville noch aktiv ist.
In den 1970er Jahren unterstützte die Provinzregierung die Ansiedlung von Schwerindustrie neben einem neuen Hafen am Eriesee. Hier befinden sich ein Elektrizitätswerk und ein Stahlwerk der Firma Stelco. Außerdem gibt es eine Erdölraffinerie in der Nähe von Nanticoke, wo sich noch eine Reihe anderer Maschinenbau- und Chemieunternehmen angesiedelt haben. Durch die Deindustrialisierung werden allerdings immer mehr Arbeitsplätze an diesen Standorten abgebaut.